# Башар Абдулла
Башар Абдулла Абдул Азіз (араб. بشار عبد الله سالم عبد العزيز, нар. 12 жовтня 1977, Ель-Кувейт) — кувейтський футболіст, що грав на позиції нападника, зокрема за клуб «Аль-Сальмія» та національну збірну Кувейту. У складі національної команди — рекордсмен за кількістю забитих голів (75 у 133 іграх).

## Клубна кар'єра
Народився 12 жовтня 1977 року в Ель-Кувейті. Вихованець футбольної школи клубу «Аль-Сальмія». Дорослу футбольну кар'єру розпочав 1994 року в основній команді того ж клубу, кольори якого захищав до 2010 року. 
Протягом цього періоду неодноразово віддавався в оренду до інших команд арабського регіону — саудівського «Аль-Хіляля» (у 1998–1999 раках), катарського «Аль-Райяна» (у 2001–2002), еміратського «Аль-Айна» (у 2003–2004).
У 2004–2005 роках також віддавався в оренду до «Аль-Кувейта», а 2010 року уклав із ним повноцінний контракт. Закінчив ігрову кар'єру наступного 2011 року.

## Виступи за збірну
1996 року дебютував в офіційних матчах у складі національної збірної Кувейту. Того ж року став учасником розіграшу кубка Азії з футболу 1996 року в ОАЕ. Згодом також брав участь у розіграшах кубка Азії 2000 року в Лівані та кубка Азії 2004 року в Китаї.
Загалом протягом кар'єри в національній команді, яка тривала 12 років, провів у її формі 133 матчі, забивши рекордні для національної команди Кувейту 75 голів.

## Титули і досягнення
- Володар Кубка Еміра Кувейту (1):

«Аль-Сальмія»: 2000-2001
- Чемпіон ОАЕ (1):

«Аль-Айн»: 2003-2004